# Calypogeia neogaea
Calypogeia neogaea är en bladmossart som först beskrevs av Rudolf Mathias Schuster, och fick sitt nu gällande namn av Bakalin. Calypogeia neogaea ingår i släktet säckmossor, och familjen Calypogeiaceae. Inga underarter finns listade i Catalogue of Life.